# Associação Desportiva de Fornos de Algodres
A Associação Desportiva de Fornos de Algodres é um clube português, localizado na freguesia e vila de Fornos de Algodres, concelho de Distrito da Guarda.
Na temporada de 2024/25 participa na I Divisão AF Guarda.

## Títulos
5 Vezes AF Guarda 1ª Divisão
2 Vezes AF Guarda 2ª Divisão
1 Vez AF Guarda Taça de Promoção